# Wiktar Burak
Wiktar Kanstancinawicz Burak (biał. Віктар Канстанцінавіч Бурак, ros. Виктор Константинович Бурак, Wiktor Konstantinowicz Burak; ur. 2 lutego 1941 w Piesczanym w Kraju Krasnodarskim) – radziecki i białoruski funkcjonariusz KGB i polityk, deputowany do Rady Najwyższej Republiki Białorusi XIII kadencji, w latach 1996–2000 deputowany do Izby Reprezentantów Zgromadzenia Narodowego Republiki Białorusi I kadencji; pułkownik.

## Życiorys

### Młodość i praca
Urodził się 2 lutego 1941 roku w chutorze Piesczanyj, w Kraju Krasnodarskim, w Rosyjskiej FSRR, ZSRR. W 1968 roku ukończył studia na Wydziale Prawa Białoruskiego Uniwersytetu Państwowego, uzyskując wykształcenie prawoznawcy, w 1969 roku – Wyższe Kursy KGB ZSRR. Posiada stopień pułkownika. W latach 1959–1961 pracował jako pomocnik lekarza sanitarnego, sanitariusz pogotowia ratunkowego w Szpitalu Rejonowym w Horodyszczu w obwodzie brzeskim. W latach 1969–1980 pracował jako sędzia śledczy, starszy pracownik operacyjny w Zarządzie KGB w obwodzie brzeskim. W latach 1980–1984 pełnił funkcję zastępcy kierownika Wydziału Miejskiego KGB w Duszanbe, kierownika Działu Kadr KGB Tadżyckiej SRR. Od 1984 roku pracował jako zastępca kierownika Zarządu KGB w obwodzie witebskim. Po uzyskaniu niepodległości przez Białoruś piastował to samo stanowisko w białoruskim KGB. W latach 1985–1996 był deputowanym do Witebskiej Miejskiej Rady Deputowanych.

### Działalność parlamentarna
W drugiej turze uzupełniających wyborów parlamentarnych 10 grudnia 1995 roku został wybrany na deputowanego do Rady Najwyższej Republiki Białorusi XIII kadencji z witebskiego-czarniachouskiego okręgu wyborczego nr 66. 19 grudnia 1995 roku został zarejestrowany przez centralną komisję wyborczą, a 9 stycznia 1996 roku zaprzysiężony na deputowanego. Od 23 stycznia pełnił w Radzie Najwyższej funkcję członka Stałej Komisji ds. Bezpieczeństwa Narodowego, Obrony i Walki z Przestępczością. Był bezpartyjny, należał do popierającej prezydenta Alaksandra Łukaszenkę frakcji „Zgoda”. Od 3 czerwca był członkiem grupy roboczej Rady Najwyższej ds. współpracy z parlamentem Rzeczypospolitej Polskiej. 21 czerwca został członkiem delegacji Rady do Zgromadzenia Parlamentarnego Stowarzyszenia Białorusi i Rosji. Poparł dokonaną przez prezydenta kontrowersyjną i częściowo nieuznaną międzynarodowo zmianę konstytucji. 27 listopada 1996 roku wszedł do nowo utworzonej Izby Reprezentantów Zgromadzenia Narodowego Republiki Białorusi I kadencji. Był w niej członkiem Stałej Komisji ds. Praw Człowieka i Stosunków Narodowościowych. Zgodnie z Konstytucją Białorusi z 1994 roku jego mandat deputowanego do Rady Najwyższej formalnie zakończył się 9 stycznia 2001 roku; kolejne wybory do tego organu jednak nigdy się nie odbyły. Jego kadencja parlamentarna w Izbie Reprezentantów zakończyła się 21 listopada 2000 roku.

## Życie prywatne
Wiktar Burak jest żonaty.